# مرکوری میلان
مرکوری میلان (Mercury Milan) خودرویی است که از سال ۱ اوت ۲۰۰۵ تا کنون  در هرموسیوو مکزیک تولید شده‌است. طراحی آن موتور جلو، خودرو محور جلو و خودرو چهار چرخ محرک بوده است. سیستم جعبه‌دندهٔ آن ۶ دنده به دو صورت خودکار و دستی است.